# جاكلين غوثير
جاكلين غوثير (بالفرنسية: Jacqueline Gauthier)‏ هي ممثلة فرنسية، ولدت في 7 أكتوبر 1921 بالدائرة العاشرة في باريس في فرنسا، وتوفيت في 18 سبتمبر 1982 بالدائرة الثامنة عشرة في باريس في فرنسا.

## وصلات خارجية
- جاكلين غوثير على موقع IMDb (الإنجليزية)
- جاكلين غوثير على موقع ألو سيني (الفرنسية)
- جاكلين غوثير على موقع أول موفي (الإنجليزية)
- جاكلين غوثير على موقع قاعدة بيانات الفيلم (الإنجليزية)
- جاكلين غوثير على موقع كينوبويسك (الروسية)